# 盛洪
盛洪（15世紀—1509年），字思禹，號石林，南直隸蘇州府崑山縣人，明朝政治人物。

## 生平
盛洪是南京工部員外郎盛頤的曾孫，在成化十九年（1483年）中舉人，次年（1484年）聯捷進士，獲授刑部主事，陞員外郎、郎中，三次奉命巡察案件，皆牽涉當權宦官，他都能依法判罪，然而也持平寬仁，總對人說：「作為刑官應該死中求生，不應該於生中求死。」
弘治十五年（1502年）盛洪外任廣東按察司海道副使，以征討黃散仔的叛亂，他到任後視察情況，先行推出舶禁，殺死蕭惟芳等賊人令海濱安寧，又上表提及通番弊端及保安事宜，獲皇帝嘉納，同時拒絕市舶司宦官拿黃金珍品賄賂，因此被流言中傷，被劉瑾以裁缺添設職官之例而罷官。回鄉後他不置資產，家居蕭然寒素，到正德四年（1509年）朝廷因海道事宜徵用他為海道副使，再擢任山東按察使，但在路途中他已經去世。

## 引用
1. 1 2  光緒《崑新兩縣續修合志·卷二十三·列傳二》：盛洪，字思禹，頤曾孫，成化甲辰進士。授刑部主事，厯員外、郎中。三被簡命出按大獄，事皆涉中貴貂璫，洪悉論如法，不濫不漏。時廣東黃散仔等倡亂，特詔洪提督海道副使，洪廉察情況，首嚴舶禁，殺賊蕭惟芳等，海濱以安；上章論通番姦弊及保安事宜，悉見嘉納。先是通番賣港之徒，騷擾驛傳，至是屏絕。市舶中官利通私貨，啗以黃金珍玩，拒不納，禁益嚴，遂搆蜚語於逆瑾，裁缺歸。又二年以海道舊事檄赴廣已，卒於道，時方擢山東按察使，已不及矣。洪性嚴重，雖盛暑未嘗裸跣，厯任二十餘年，老屋數椽蕭然，無改寒素風。
2. ↑  光緒《崑新兩縣續修合志·卷十七·選舉表一》：成化二十年甲辰李旻榜（進士）……盛洪 思禹，廣東副使，見列傳
3. ↑  光緒《崑新兩縣續修合志·卷十八·選舉表二》：成化十九年癸卯科（舉人） 盛洪 號石林，經魁，見進士
4. ↑  《明孝宗敬皇帝實錄·卷一百八十四》：（弘治十五年二月壬子）陞……刑部郎中盛洪……俱為副使……洪廣東……
5. ↑  《明武宗毅皇帝實錄·卷五十五》：（正德四年閏九月）戊辰陞廣東按察司副使盛洪為山東按察使……
6. ↑  民國《江蘇省通志稿·人物志·第十五卷·仕績六》：盛洪，字思禹，崑山人。頤曾孫。成化甲辰進士。授刑部主事，歷員外、郎中。三按大獄，事皆涉中貴，或為難之，洪悉論如法。然用心平恕，每語人曰：刑官當於死中求生，不當於生中求死。擢廣東海道副使。先是，通番賣港之徒，騷擾驛傳，至是屏絕。市舶中官利通私貨，或置酒羅列珍玩，惟其所欲；或託僚友夜以黃金饋之，洪拒不納，禁益嚴。由是怨謗沸騰，終不為動。又上疏論通番姦弊及保安事宜。劉瑾欲中傷之，無所得，乃以添設例，裁缺免歸。尋以海道舊事，檄召赴廣。已擢山東按察使，洪已卒於道矣。洪歷任二十餘年，不殖厚產，所居蕭然，人以為難。